# Stigmella nostrata
Stigmella nostrata là một loài bướm đêm thuộc họ Nepticulidae. Loài này có ở Amur và Primorye regions of Nga.
Ấu trùng ăn Pyrus ussuriensis. They probably mine the leaves of their host.